# 1991 UM4
1991 UM4 är en asteroid i huvudbältet som upptäcktes den 18 oktober 1991 av de båda japanska astronomerna Seiji Ueda och Hiroshi Kaneda i Kushiro.